# Sonnenfinsternis vom 30. Juni 1954
Die Sonnenfinsternis vom 30. Juni 1954 war eine totale Sonnenfinsternis. Sie war die 44. Sonnenfinsternis des 126. Saroszyklus.

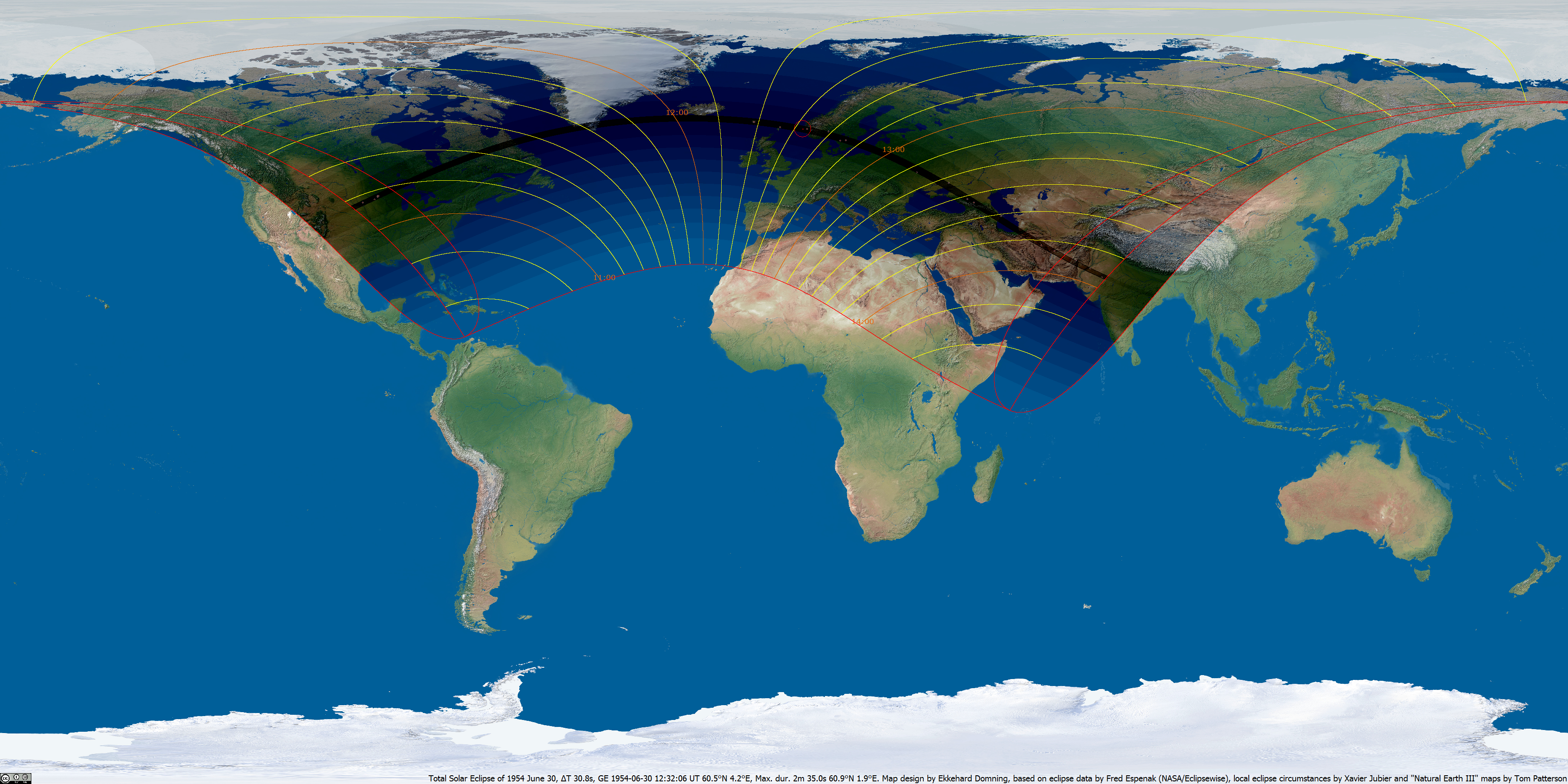
Verlauf des Schattens

## Beschreibung
Der Kernschattenbereich begann im Zentrum der Vereinigten Staaten, verließ das Festland in nordöstlicher Richtung an der kanadischen Atlantikküste, überstrich die Südränder von Grönland und Island und erreichte das Maximum kurz vor der norwegischen Küste. Er zog nach Norwegen und Schweden weiter über die Ostsee, berührte Polen und überquerte Teile der westlichen Sowjetunion, genauer das heutige Litauen, Belarus, die Ukraine, Aserbaidschan und Georgien, danach das Schwarze Meer, Iran, Afghanistan, Pakistan und endete schließlich in Indien.
Die Wetterbedingungen zur Beobachtung der Sonnenfinsternis entlang des Kernschattens waren in Kanada, Skandinavien und der UdSSR schlecht, freie Sicht gab es in Minnesota und in Teilen Norwegens und Schwedens.
In Mitteleuropa war die Sonnenfinsternis nur partiell, aber bei guten Wetterbedingungen. Die größte Abdeckung mit 93,1 % gab es auf der Insel Rügen, in Berlin war um die Mittagszeit herum eine 88%ige Abdeckung zu sehen. Wien hatte noch eine Abdeckung von 77,1 %, Zürich nur noch 65,3 %.